# 和頻產生
和頻產生（Sum-frequency generation, SFG） 是一種非線性光學的處理方法。這個現象主要是消滅兩個具有角頻率ω1及ω2光子，同時產生一個角頻率ω3的光子。就如同其他非線性光學的現象一般，SFG只會發生在符合下列條件的情況下：
```
光與物質於非對稱處發生交互作用（例如物質表面或分界面）
```

光具有高強度（通常使用脈衝雷射）。
和頻產生是一個「參數化過程」，意指參與過程的光子符合能量守恆，物質前後狀態不變。
{\displaystyle \hbar \omega _{3}=\hbar \omega _{1}+\hbar \omega _{2}}
```
和頻產生的一個例子是ω
1
=ω
2
=0.5ω
3
，此種狀況稱為二次諧波產生（
二次諧波產生
（
英语
：
）
）。事實上，這是在實驗物理中最常見的一種和頻產生。這是因為在二次諧波產生的過程中，只有需要一個入射光束；但是如果ω
1
≠ω
2
，意即在實驗中，需要兩種不同能量的光束同時抵達，增加整個實驗安排的難度。實際上，「和頻產生」通常表示是ω
1
≠ω
2
這種比較少見的狀況。
```

為了得到更有效率的和頻產生，必須兩個入射光束要符合相位匹配（非线性光学）：
{\displaystyle \hbar k_{3}\approx \hbar k_{1}+\hbar k_{2}}
上述中的{\displaystyle k_{1}}，{\displaystyle k_{2}} 及 {\displaystyle k_{3}} 是這三個波在介質中的角波數(同時以上方程式表示動量守恆)。當越符合此種條件時，和頻產生將更有效率。附帶一提，當實驗者讓和頻產生發生的跨幅越長時，越能得到精準的相位匹配。
和頻產生的一些常見運用請參照和頻產生光譜（和頻光譜, sum frequency generation spectroscopy）